# Mickey Tucker
Mickey Tucker (28 de abril de 1941, Durham, Carolina del Norte) es un pianista y organista estadounidense de jazz.

## Trayectoria
Tucker comenzó tocando el piano y el órgano en los oficios religiososde su localidad. Trabajóen los años 1960 con bandas de R&B como Little Anthony & the Imperials y Damita Jo y acompañó al cómico Timmy Rogers. Comenzó en la escena de jazz a partir de finales de la década de 1960, tocando con Junior Cook, James Moody, Frank Foster, Roland Kirk, Eric Kloss, Thad Jones, Mel Lewis, Roy Brooks, Eddie Jefferson, Billy Harper, Philly Joe Jones, George Benson, Willis Jackson y el grupo Final Edition. También formó parte de los Jazz Messengers de Art Blakey durante las giras por Europa de mediados de los años 1970.
En la década de 1980, Tucker tocó con Art Farmer y Benny Golson, formando parte de su grupo, Jazztet. También, con Richie Cole, Phil Woods y Louis Hayes. Y en los 90 lo hizo, de nuevo, con Junior Cook y el Jazztet, así como con Bob Ackerman. Ha grabado un gran número de discos como solista y líder.

## Discografía

### Como líder
- The New Heritage Keyboard Quartet (Blue Note Records, 1973) con Roland Hanna, Richard Davis, y Eddie Gladden
- Triplicity (Xanadu Records, 1975)
- Doublet (Dan Records, 1976)
- Sojourn (Xanadu, 1977)
- Mister Mysterio (Muse Records, 1978)
- The Crawl (Muse, 1979)
- Blues in Five Dimensions (SteepleChase Records, 1989)
- Sweet Lotus Lips (Denon Records, 1989)
- Hang in There (SteepleChase, 1994)
- Gettin' There (SteepleChase, 1995)

### Como sideman
Con Junior Cook
- Pressure Cooker (Catalyst, 1977)
- The Place to Be (SteepleChase, 1988)
- On a Misty Night (SteepleChase, 1989)
- You Leave Me Breathless (SteepleChase, 1991)

Con Frank Foster
- 1968 Manhattan Fever
- 1978 Twelve Shades of Black
- 1979 Non-Electric Company
- 1998 Swing
- 2007 Well Water

Con Bill Hardman
- 1978 Home
- 1989 What's Up

Con Louis Hayes
- The Crawl (Candid, 1989)

Con Willis Jackson
- 1973 West Africa
- 1974 Headed and Gutted

Con Eddie Jefferson
- 1974 Things Are Getting Better
- 1976 Godfather of Vocalese
- 1999 Vocal Ease

Con Rahsaan Roland Kirk
- 1971 Blacknuss
- 1978 The Vibration Continues
- 1999 Left Hook Right Cross

Con Eric Kloss
- 1974 Essence (Muse)
- 1976 Battle of the Saxes (Muse)

Con Johnny Lytle
- 1980 Fast Hands
- 1997 Easy Easy

Con el Art Farmer/Benny Golson Jazztet
- Stablemates, Art Farmer/Tommy Flanagan (1979)
- Moment to Moment (Soul Note, 1983)
- Nostalgia (Baystate, 1983)
- Back to the City (Contemporary, 1986)
- Real Time (Contemporary, 1986 [1988])

Con Archie Shepp
- 1978 Live in Tokyo
- 1989 Tray of Silver

Con George Benson
- 1985 Love Walked In
- 1985 The Electrifying George Benson
- 1987 4 for an Afternoon
- 1993 Witchcraft
- 1995 Par Excellence
- 1998 San Francisco: 1972
- 1999 Live: Early Years
- 1999 The Masquerade Is Over
- 2002 After Hours
- 2002 Blue Bossa

Con otros
- 1972 Never Again!, James Moody
- 1973 The New Heritage Keyboard Quartet, Roland Hanna, Mickey Tucker
- 1974 Live at Town Hall, Roy Brooks
- 1976 Illusions, Jimmy Ponder
- 1976 Invitation, David Schnitter
- 1977 New Horizons, Charles McPherson
- 1978 The Eleventh Day of Aquarius, Ronnie Cuber
- 1982 Sentimental Mood, Mickey Bass
- 1984 Nostalgia, Benny Golson
- 1994 Gentle Time Alone, Ted Dunbar
- 1998 Big Daddy, Bob Ackerman
- 1998 Richie & Phil & Richie, Richie Cole
- 2004 Village in Bubbles, Kazumi Watanabe
- 2007 The Crawl: Live at Birdland, Louis Hayes